# Accord du 4 septembre 1975 sur le Sinaï

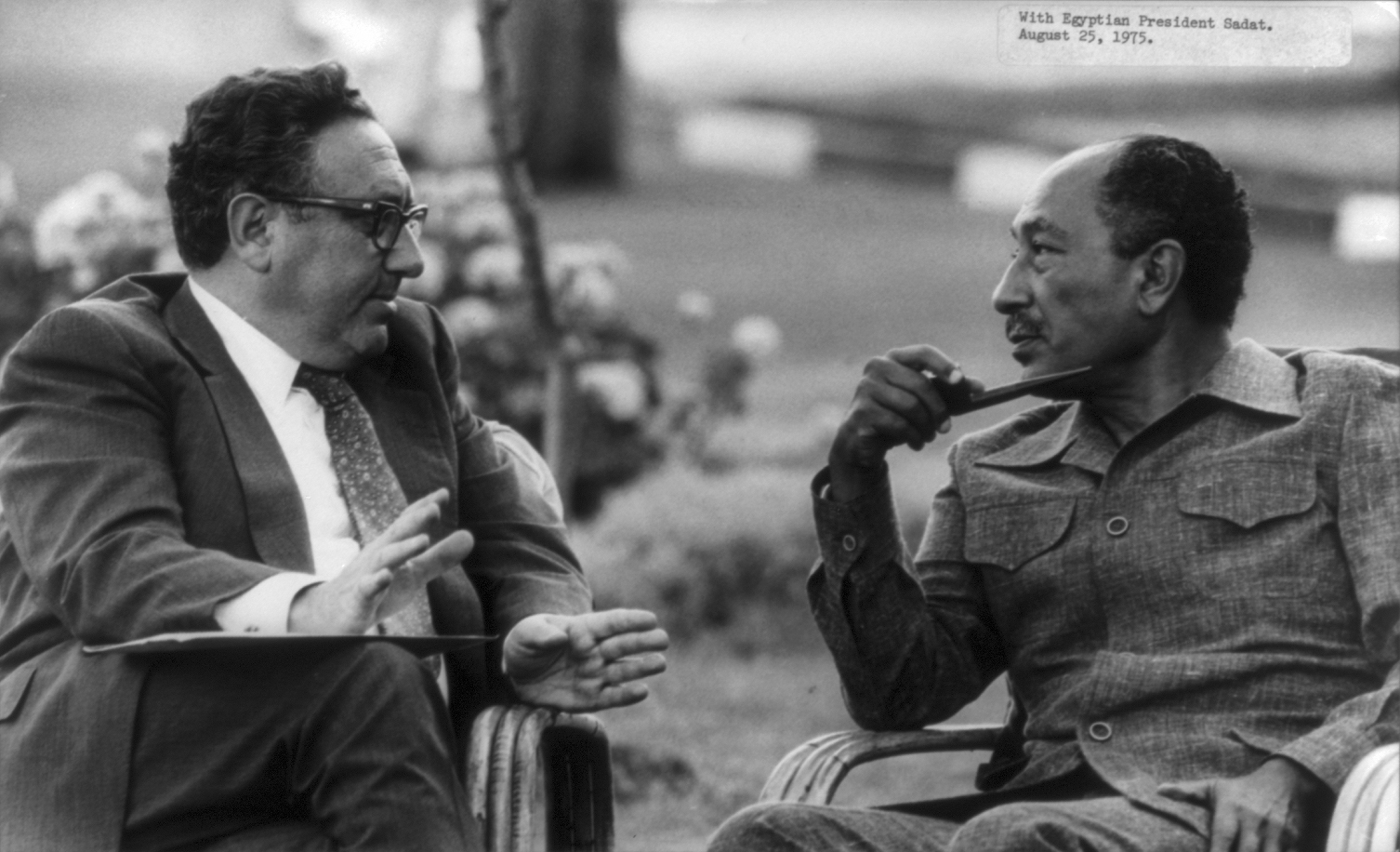
Le secrétaire d'État américain Henry Kissinger avec le président égyptien Anouar el-Sadate.

L'accord du 4 septembre 1975 sur le Sinaï est un accord diplomatique lié au conflit israélo-arabe et signé à Genève le 4 septembre 1975.
Selon cet accord, le conflit entre l'Égypte et Israël « ne peut pas être résolu par la force militaire mais par un processus de paix ». Il demande également un retrait plus grand des forces armées des deux pays pour créer une zone tampon gérée par les Nations unies. Cet accord était conforme à la résolution no 338 du Conseil de sécurité des Nations unies et renforçait les relations diplomatiques entre les deux pays et les États-Unis.
L’État hébreu se retire jusqu’à la ligne des cols du Sinaï et rend à l’Égypte les champs de pétrole du golfe de Suez. Les deux parties s’engagent à régler leurs différends par des moyens pacifiques, devant aboutir à une paix durable. L’Égypte autorise le passage par le canal de Suez des produits non militaires venant ou à destination d’Israël.
Les Égyptiens souhaitaient reprendre autant que possible possession de la péninsule du Sinaï (occupée par Israël depuis 1967). Cet accord améliora les rapports entre l'Égypte et les pays occidentaux mais fut très mal perçu par la Ligue arabe (et en particulier par la Syrie et l'OLP). Il sera suivi du traité de paix israélo-égyptien de 1979.